# Tinno
Shenzhen Tinno Mobile Technology Corp., также известная как Tinno Mobile или просто Tinno — китайская компания-производитель сотовых телефонов, работающая главным образом как ODM-производитель, но также имеющая и собственные бренды. Основана в 2005 году, штаб-квартира находится в Шэньчжэне.

## Продукция и бренды

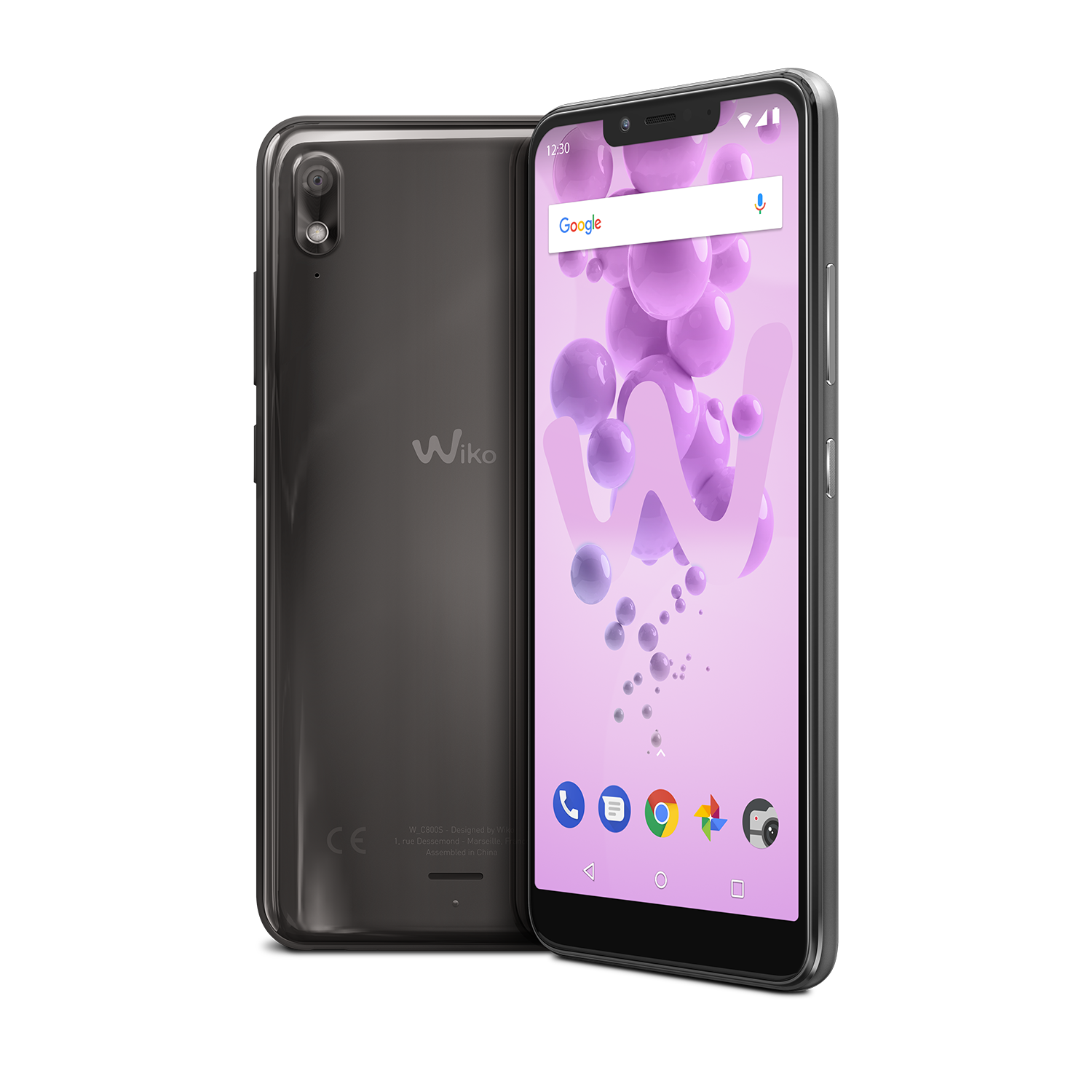
Wiko View 2 Go

Tinno раньше выпускала мобильные телефоны и под собственным брендом, однако в настоящее время этого не делает, хотя для многих устройств, продаваемых под другими марками, известны названия моделей Tinno. В марте 2006 года был выпущен телефон Tinno X1, первый в мире двухсимочный мобильник с одним радиомодулем (работа по принципу Dual SIM Dual Standby — DSDS).
Компания владеет двумя собственными локальными брендами:
- Wiko — французская компания, основанная в 2011 году и работающая на европейском рынке (до 2021 года на 95% принадлежала Tinno, после овладения 100% вышла на международный рынок). Смартфоны Wiko входят в десятку наиболее популярных в Европе, а в 2013 году марка заняла на французском рынке второе место. Кроме смартфонов, под этим брендом выпускаются наушники и фитнес-браслеты[3][4][5].
- Sugar — компания, основанная в 2013 году в Шэньчжэне[6]. Под этой маркой выпускаются смартфоны, ориентированные на женскую аудиторию, а важным рынком сбыта является Китайская Республика, где в 2017 году Sugar, позиционирующийся как французская компания, занял 12-е место по поставкам смартфонов. В 2013 году один из смартфонов Sugar, украшенный кристаллами Swarovski, вышел на российский рынок[7].

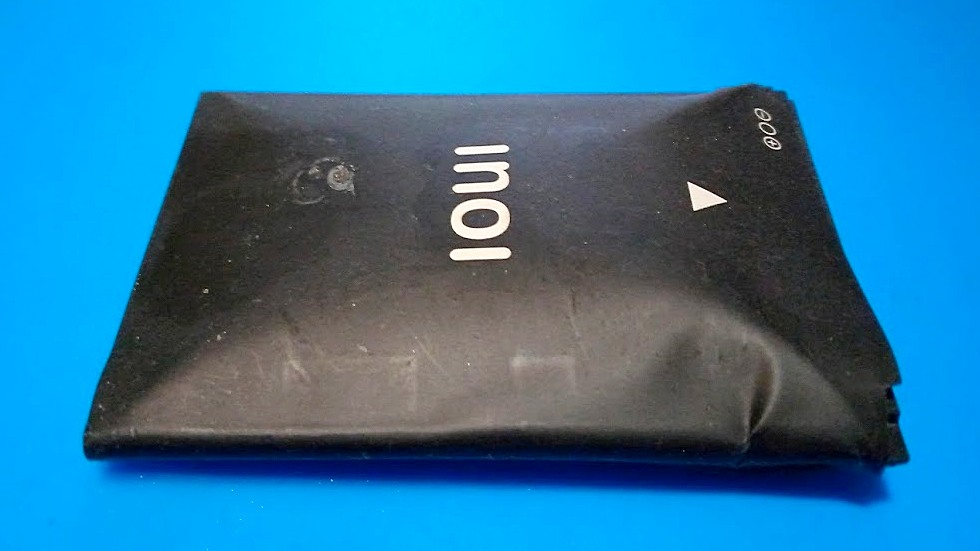
Аккумулятор от телефона INOI. Деформировался во время зарядки, появился запах горящей проводки, что было своевременно замечено и зарадное устройство отключили от сети. Производитель дает на телефон гарантию год, а на аккумуляторе срок эксплуатации ограничен тремя месяцами, но в магазинах об этом сообщают не всегда. Логично предположить, что подобное неведение может привести к возгоранию или взрыву устройства.

Кроме собственных брендов, Tinno сотрудничает с местными компаниями, выпуская смартфоны по их заказам. Известно, что она была одним из производителей по заказам следующих компаний:
- MyPhone[9], Cloudfone (Филиппины);

- Inoi, BQ, Fly, Explay (Россия);
- BLU, AT&T (США);
- Lanix (Мексика);
- QMobile (Пакистан);
- Micromax, Karbonn, Intex (Индия);
- NGM (Италия);
- Xiaolajiao, Gionee (Китай).

C 2017—2019 годов наблюдается спад влияния Tinno на рынке смартфонов, связанный с всемирным трендом по замещению локальных брендов бюджетных смартфонов глобальными, при том что именно локальные бренды, успешные в предыдущие несколько лет, являются её основными клиентами. Так, компании Fly, Explay, Ninetology, Karbonn исчезли, Micromax из крупнейшего бренда в Индии ужался до нескольких устройств в год, а Wiko, по оценке французских журналистов, «находится в агонии», хотя и занимает по итогам 2020 года пятое место на местном рынке и пытается выйти на внешние.
В 2017 году Tinno была четвёртым в мире ODM-производителем смартфонов, а в 2019 — пятым. К 2021 году она вновь поднялась на четвёртое место, заняв 8 % мирового ODM-рынка, во многом благодаря производству для популярного в США бренда Motorola.

## Обвинения в сборе информации
В декабре 2016 года выяснилось, что приложение, разработанное компанией Adups и предустановленное на смартфоны BLU, передаёт пользовательские данные на китайский сервер без согласия клиента. Tinno входит в список брендов, у которых были обнаружены предустановленные приложения Adups.
В ноябре 2017 года выяснилось, что предустановленное приложение в Wiko, дочерней компании Tinno, ежемесячно передаёт технические данные в Tinno без согласия пользователя. Компания подтвердила существование такой системы сбора информации и заявила, что обновлённая версия этих приложений больше не будет собирать географическую информацию об устройствах.

## Роль в российском импортозамещении
В 2017 году ранее неизвестная российская компания INOI представила свой первый смартфон — INOI R7. Устройство было интересно тем, что оснащалось адаптированной для российского рынка версией финской операционной системы — Sailfish Mobile OS Rus, которая позднее получила новое имя — Аврора. Смартфон был разработан и собран компанией Tinno (модель Tinno P4903) по заказу INOI. При этом в ЕС продавался похожий смартфон Wiko Tommy, оснащённый 1 ГБ RAM и операционной системой Android.